# 美国驻华海军陆战队
美国驻华海军陆战队（China Marines）是指1927年至1941年期間驻扎在中華民国上海的美国海军陆战队第四团士兵。該部隊在國民革命軍北伐和中国抗日战争期间負責保护上海公共租界內的美国公民及其财产。  驻扎在美國駐北京大使馆和天津领事馆的海军陆战队员則被稱為华北海军陆战队（North China Marines）。

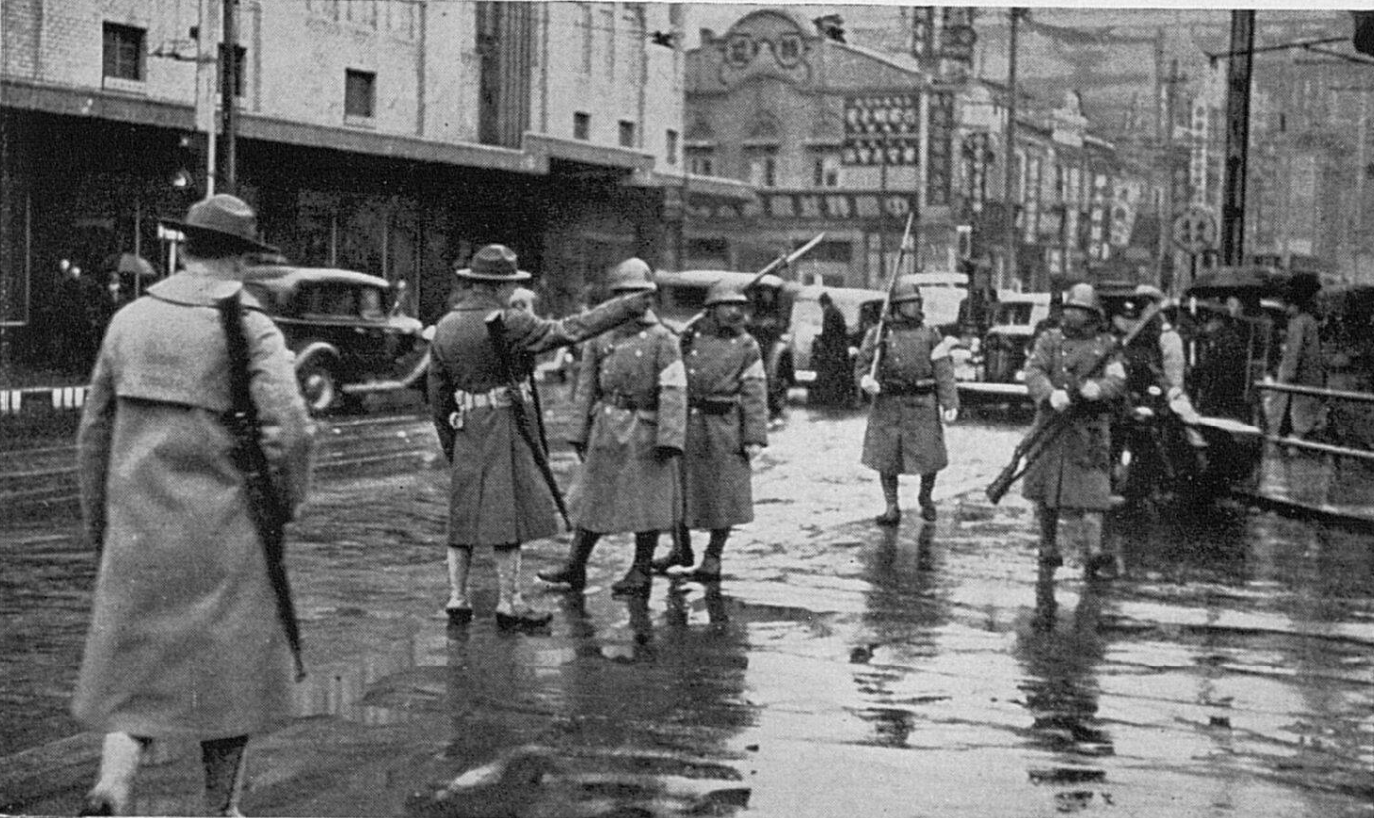
美国海军陆战队试图阻止日本巡逻队进入上海公共租界，照片攝於1930年代

美国驻华海军陆战队过着相对舒适的生活，該部隊的每个班都可以雇用中国人来打扫卫生和幫忙跑腿。
1941年11月，大部分美国驻华海军陆战队撤出中國，但北京和天津的华北海军陆战队计划于12月10日撤出。 然而12月7日日本偷襲珍珠港，結果美国海军陆战队使馆警卫队以及一支14人的海军医疗分队共203人被日本俘虏，直到1945年8月战争结束這些人才恢復自由身。 
1945年至1948年，美國海軍陸戰隊第1師和第6师被派往中国北部驻扎。